# Поход на Пентагон
«Похо́д на Пентаго́н» — акция протеста (шествие) против Вьетнамской войны, организованная Национальным мобилизационным комитетом за прекращение военных действий на исходе «лета любви» — 21 октября 1967 года. 
Одно из знаковых событий в истории американского антивоенного движения.

## История
«Поход» стал кульминацией пятидневных общенациональных протестов против военного призыва (это была первая общенациональная акция протеста против войны во Вьетнаме). На выходные в Вашингтон прибыло по разным данным от 70 тысяч до 100 и более тысяч человек для участия в мероприятии. После митинга у мемориала Линкольну толпа численностью 35—50 тысяч человек двинулась в направлении Пентагона, намереваясь «изгнать духов ненависти» из здания и поднять его в воздух. Там она была встречена военными полицейскими и национальными гвардейцами. Противостояние у Пентагона продолжалось весь вечер и ночь. Небольшой группе демонстрантов удалось проникнуть внутрь здания. В ходе беспорядков демонстранты кидали в стражей порядка бутылки, камни, стреляли в них из водных пистолетов.
Поход на Пентагон стал переходом от разрозненных акций протеста к массовому сопротивлению в национальном масштабе. Два года спустя в Вашингтоне протестовали полмиллиона человек. В 1970 году в ответ на вторжение США в Камбоджу бастовали четыре миллиона учащихся средних школ и колледжей. Политический активист и один из организаторов похода Билл Циммерман заявил:

Когда вы считаете, что ваше правительство совершает преступления или не идёт навстречу требованиям своего народа, вы должны встать и что-то сказать. Если вас всё ещё не слышат, вы должны сделать что-то более драматичное. Урок этого дня — с достаточным количеством людей вы можете преодолеть силу полиции — сопротивление работает. Сегодня мы, американцы, имеем все основания протестовать и сопротивляться.
Оригинальный текст (англ.)When you believe your government is committing crimes or failing to meet the needs of its people, you have to stand up and say something. If they still don’t listen, you have to do something more dramatic. The lesson of that day is with enough people you can overcome police power – resistance works. Today we Americans certainly have ample reason to protest and resist.
— 
Всего за время акции полицией было задержано более 600 человек.
Большую известность получила фотография, сделанная французским фотожурналистом Марком Рибу. На ней запечатлёна семнадцатилетняя Ян Роуз Кашмир (Jan Rose Kasmir) с цветком маргаритки в руке перед строем солдат. Журнал Smithsonian назвал такое «прозрачным соседством вооружённой силы и невинности ребёнка цветов». Другая известная фотография, сделанная 21 октября 1967 года Берни Бостоном (англ. Bernie Boston) из Washington Star, называется «Сила цветов»; она выдвигалась на Пулитцеровскую премию 1967 года. На фотографии изображён молодой длинноволосый мужчина в водолазке, который вставляет гвоздики в направленные на него винтовки военных полицейских. Кто этот человек, достоверно не известно; на фотографии в газете его имя не указано. Чаще всего высказывается версия, что это Эджерли Харрис III (Edgerly Harris III), восемнадцатилетний актёр из Нью-Йорка, который позднее выступал в Сан-Франциско под сценическим псевдонимом Гибискус (англ. Hibiscus). Согласно другой версии, это был Пол Красснер (англ. Paul Krassner), основатель движения йиппи; согласно третьей — Джоэл Торнабен (Joel Tornabene).

## Галерея

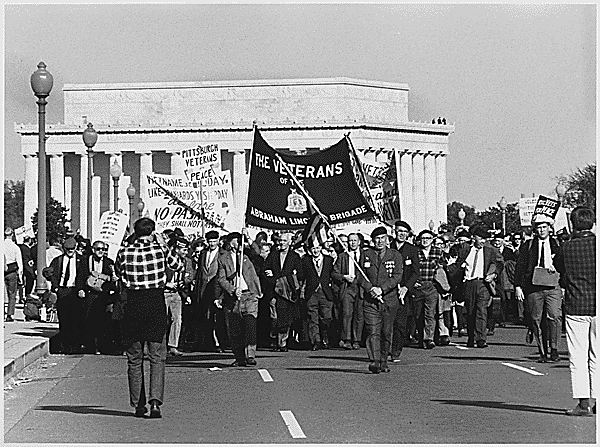
Демонстранты в Вашингтоне. 21 октября 1967
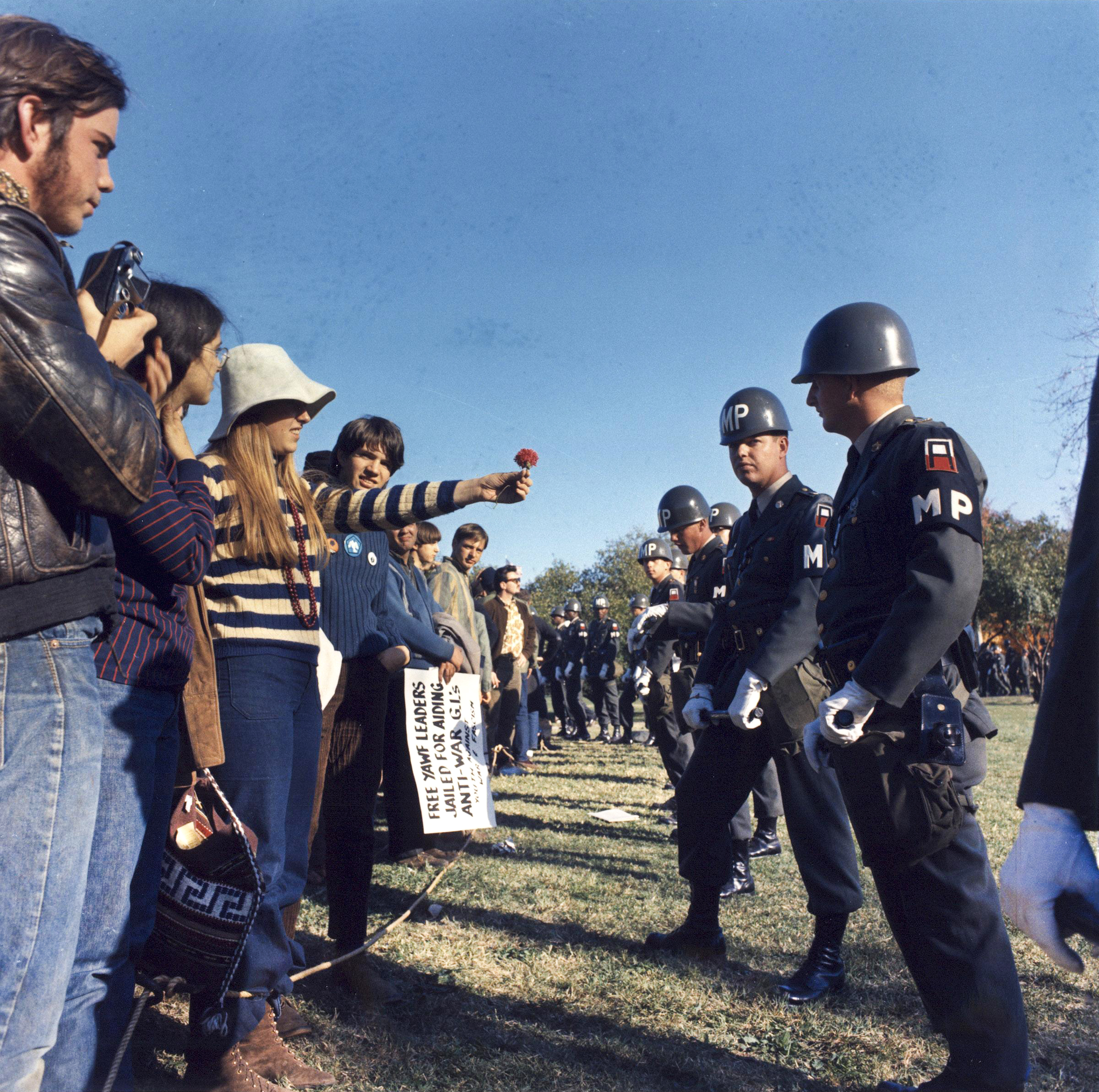
Демонстрантка предлагает цветок военным полицейским во время похода на Пентагон

## В культуре
- Поход на Пентагон описан в получившей Пулитцеровскую премию документальной книге Нормана Мейлера «Армии ночи» (1968).
- Художественный фильм «Суд над чикагской семёркой».